# 脈動白色矮星
脈動白色矮星（みゃくどうはくしょくわいせい、英: Pulsating white dwarf）とは非動径脈動により光度が変化する白色矮星である。後述するいくつかのタイプに分類される。2012年5月には超低質量(ELM)なものが初めて報告された。
振動周期は数百秒から数千秒となっており、光度の振幅は1％から30％と小さい。脈動白色矮星の観測によって白色矮星内部の星震学的知見がもたらされている。

## 脈動白色矮星の分類

### DAV
水素の吸収線を持つタイプでZZ Cetiとも分類される, pp. 891, 895。
初期の計算によれば白色矮星は10秒周期で変光すると見られていた。しかし1960年代の探索においてこのような変光星が観測されることはなかった, § 7.1.1;。最初の発見は1965年と1966年に見つかったおうし座V411星である。Arlo U. Landoltは約12.5分周期で変光することを観測した。 予測されたよりも長い変光周期の理由は、他の脈動白色矮星と同様に非動径脈動によってもたらされていた, § 7.。1970年、おうし座V411星と同じタイプの変光する白色矮星くじら座ZZ星が見つかったこれらの天体は30秒から25分の周期を持ち、約11,100-12,500Kという比較的幅の狭い有効温度を持つ。くじら座ZZ型星が持つ脈動の変動率を調べることで、DA型白色矮星の冷却期間を調べることができ、それは銀河円盤の年齢を調べることにもつながる。

### DBV
ヘリウムの吸収線を持つタイプでV777 Herとも分類される, p. 3525。
1982年、D. E. Wingetと共同研究者は計算結果から、表面温度がおよそ19,000KのDB型白色矮星は脈動しているだろうと提唱した, p. L67.。  Wingetはそのような天体を探し、GD358を発見した。これは観測による分類の前に予測した初めてのケースであった, p. 89.。1985年、この天体はヘルクレス座V777星と分類された; , p. 3525。これらの天体の有効温度は約25,000Kである, p. 895.。

### GW Vir
ヘリウム、炭素、酸素の吸収線を持つタイプである。GW VirはさらにDOVとPNNVに分類されることがある, §1.1, 1.2;。また厳密に言えば白色矮星ではなく白色矮星に遷移途上の天体である, § 1.1;。
GW VirのプロトタイプはPG1159型星のプロトタイプでもあるおとめ座GW星である, §1.1.。1979年に変光が観測された。 GW Virと分類されたのは1985年である。 有効温度は75,000Kから200,000Kと高い。これは表面重力の低さに関係があるのかもしれない （log g ≤ 6.5）, Table 1。冷えてやがてDO型白色矮星になると考えられている, § 1.1.。
脈動周期はおよそ300秒から5,000秒である, Table 1。GW Virの脈動励起メカニズムについて1980年代に研究され始めたが、20年ほど経ってもなお不明な点が残されていた。当初、励起は光球の下層にあるイオン化された炭素と酸素のκ-機構(en:Kappa mechanism)で引き起こされると考えられていた。しかしヘリウムが存在するとこの機構は機能しなくなると考えられていた。しかしながら現在ヘリウムの存在下であっても不安定になることが示されている, §1.。

### DQV
炭素吸収線を持つタイプである。
Patrick Dufour、James Liebertとその研究者により明らかにされた新しいタイプである。理論上では、大気が部分的にイオン化されている温度で脈動していると思われる。マクドナルド天文台はSDSS J142625.71+575218.3がこのタイプの天体であると主張している。これが正しければ初めてのDQV天体となる。白色矮星の連星系が炭素や酸素を含む降着円盤を形成することによって可能となる。